# Tresson
Tresson – miejscowość i gmina we Francji, w regionie Kraj Loary, w departamencie Sarthe.
Według danych na rok 1990 gminę zamieszkiwało 407 osób, a gęstość zaludnienia wynosiła 14 osób/km² (wśród 1504 gmin Kraju Loary Tresson plasuje się na 903. miejscu pod względem liczby ludności, natomiast pod względem powierzchni na miejscu 306.).